# اچ‌ای‌تی-پی-۱۳
اچ‌ای‌تی-پی-۱۳ یک ستاره است که در صورت فلکی خرس بزرگ قرار دارد.